# 다니엘 바렌보임
다니엘 바렌보임(Daniel Barenboim, 1942년 11월 15일 ~ , 아르헨티나 부에노스아이레스)는 이스라엘의 지휘자이다.

## 생애
부에노스아이레스의 유대인 집안에서 태어났다. 1950년 8살의 어린 나이에 부에노스아이레스에서 피아노 연주회를 열었고, 1952년 이스라엘로 이주하였다. 1954년 오스트리아 잘츠부르크에서 에드빈 피셔에게 피아노를 배우고 이고르 마르케비치(Igor Markevitch)의 지휘 교실에 참가했다.
그 후 유럽 여러 도시에서 피아니스트로 활동하여 호평을 받았고, 베토벤 · 모차르트 · 브람스 · 버르토크 등의 피아노 독주곡과 협주곡을 녹음하여 음반을 발매하는 한편 1967년 영국 런던의 필하모니아 오케스트라를 지휘하여 지휘자로도 데뷔한 이래로 지금까지 지휘자 겸 피아니스트로 이름을 알리고 있다.
1975년부터 1989년까지 프랑스 파리 관현악단의 음악 감독, 1991년부터 2006년까지 미국 시카고 교향악단의 음악 감독으로 있었고, 1992년부터 독일 베를린 슈타츠카펠레(Staatskapelle Berlin)의 음악 감독을 겸임했다. 현재 베를린 슈타츠카펠레의 종신 지휘자로 일하며, 그 외의 여러 유명 교향악단의 객원 지휘자로 활동하고 있다.
영국의 첼리스트 재클린 뒤 프레와 결혼했으나, 후에 관계가 벌어져 별거하기도 하였다.
그는 팔레스타인에 대한 이스라엘의 정책에 비판적인 입장을 보이며, 팔레스타인인의 권리를 위한 운동을 하는 등 이스라엘 국적을 가진 음악가로서의 정치적 신념을 드러내 논란의 대상이 되어 왔다. 팔레스타인 출신의 문명비평가 에드워드 사이드와 절친한 관계로, 그와 함께 팔레스타인 등 아랍 국가들과 이스라엘의 청소년을 모아 서동시집 관현악단을 창단하기도 했다. 한편, 반유대주의적 성향으로 히틀러의 숭배 대상이 되어 이스라엘에서 금기시되던 바그너의 작품을 이스라엘에서 연주하여 주목을 끌기도 하였다. 1980년대에 이미 이스라엘에서 바그너의 작품을 연주한 바 있으며, 2001년 베를린 슈타츠카펠레를 이끌고 이스라엘 내의 정식 연주회에서 처음으로 바그너의 작품을 연주하였다. 이 일로 이스라엘 국회는 그를 기피 대상으로 규정하고 바그너 연주에 대해 사과하지 않으면 이스라엘에서 연주활동을 금하겠다고 하였으나, 곧 관계가 회복되었고 이후 이스라엘에서 바그너에 대한 인식도 다소 개선되었으며, 2004년 그는 이스라엘 국회가 수여하는 울프상의 예술 부문 수상자가 되었다.

## 서훈
- 2007년 프랑스 레지옹 도뇌르 훈장 코망되르
- 2007년 이탈리아 공화국 공로 훈장 1등급
- 2011년 프랑스 레지옹 도뇌르 훈장 그랑도피시에
- 2011년 명예 대영 제국 훈장 2등급(honorary KBE, 외국인대상 정원외 명예훈장)